# Kościół Trójcy Świętej w Jędrzejowie
Kościół pw. św. Trójcy (dawny św. Katarzyny) w Jędrzejowie został wzniesiony na początku XV w. w stylu gotyckim. W 1467 dobudowano południową kaplicę boczną – obecnie najcenniejszą cześć
świątyni, w XVI w. do zakrystii dobudowano skarbczyk, a w 1592 kościół został przebudowany. Odbudowany po pożarze w latach 1695–1699. W latach 1754–1762 dobudowano nawy boczne a w końcu XIX w. dobudowano kruchtę. Front świątyni został poddany rozbudowie ku zachodowi w latach 1978–1982 według projektu Jerzego Żukowskiego.

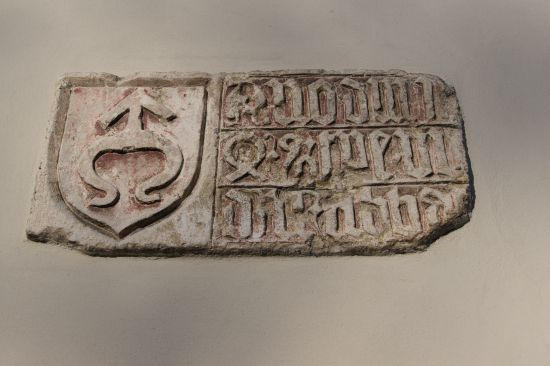
Tablica fundacyjna opata jędrzejowskiego Mikołaja Odrowąża z Rembieszyc

Do dziś zachował się – wmurowany w ścianę południową – fragment tablicy fundacyjnej z herbem Odrowąż opata jędrzejowskiego Mikołaja Odrowąża z Rembieszyc (zm. 1496), w południowej kaplicy bocznej zachowane wspaniałe sklepienie sieciowe, ozdobione interesującą polichromią z końca XVI w. Z pierwotnego wyposażenia gotyckiego zachowała się także brązowa chrzcielnica z poł. XV w., krucyfiks z początku XV w. oraz portal prowadzący z prezbiterium do zakrystii o wykroju długoszowym. Sklepienie nawy jest wtórne i pochodzi z końca XVII lub początku XVIII w. Wewnątrz w ścianie północnej nawy znajduje się wmurowane późnorenesansowe epitafium Hieronima Łuczyckiego z żoną z 1 poł. XVII w.

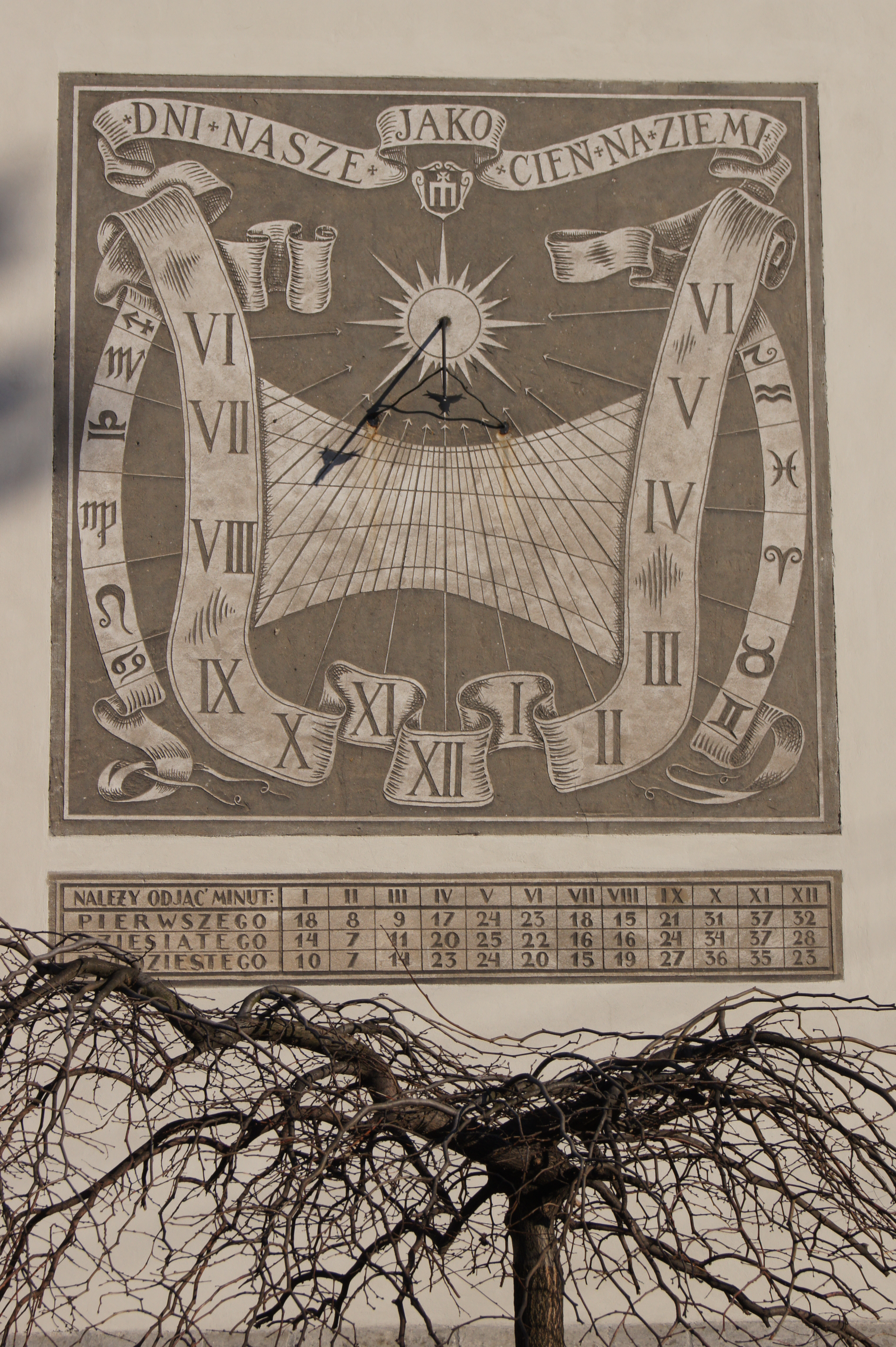
Zegar słoneczny wykonany przez Feliksa Przypkowskiego

Na zewnętrznej ścianie kaplicy św. Floriana z 1600 r. znajduje się zegar słoneczny wykonany przez Feliksa Przypkowskiego w 1904 r.